# Zábludovité
Zábludovité (Escalloniaceae) je jediná čeleď řádu zábludotvaré (Escalloniales) vyšších dvouděložných rostlin. Jsou to dřeviny nebo výjimečně byliny s jednoduchými listy a pravidelnými květy, rozšířené v horách Střední a Jižní Ameriky, v Asii a Austrálii. Čeleď zahrnuje asi 130 druhů v 7 rodech. Některé zábludy jsou zřídka pěstovány jako okrasné keře.

## Charakteristika
Zábludovité jsou keře a stromy, výjimečně i epifyty nebo jednoleté byliny (Eremosyne). Kmeny mají často odlupčivou kůru. Listy jsou jednoduché, střídavé nebo vstřícné, bez palistů. Čepel je na okraji většinou, i když někdy velmi drobně a nezřetelně, zubatá. Žilnatina je zpeřená, výjimečně dlanitá (Eremosyne).
Květenství jsou úžlabní nebo vrcholová, hrozny nebo laty, řidčeji jsou květenství vrcholičnatá nebo květy jednotlivé. Květy jsou pravidelné, oboupohlavné, pětičetné, řidčeji 4četné nebo až 9četné. Kališní lístky jsou obvykle na bázi krátce srostlé. koruna je volná. Tyčinek je stejný počet jako korunních lístků. V květech jsou přítomna nektária. Semeník je spodní, srostlý ze 2 až 3 plodolistů a se stejným počtem komůrek a volných čnělek, řidčeji s jedinou komůrkou (Polyosma). Vajíček je nejčastěji mnoho. Plodem je mnohasemenná tobolka nebo jednosemenná bobule (Polyosma).

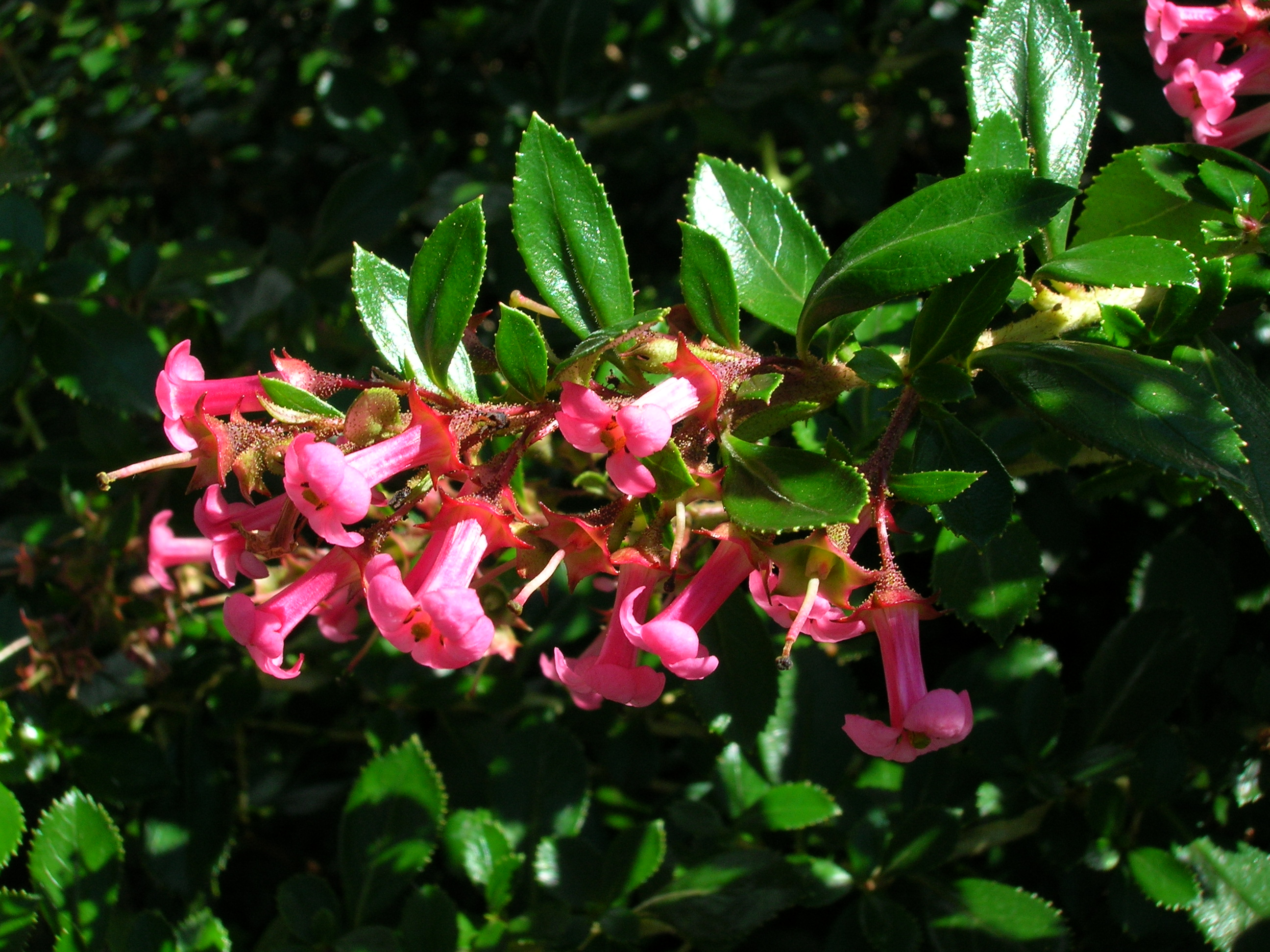
Zábluda Escallonia rubra var. macrantha
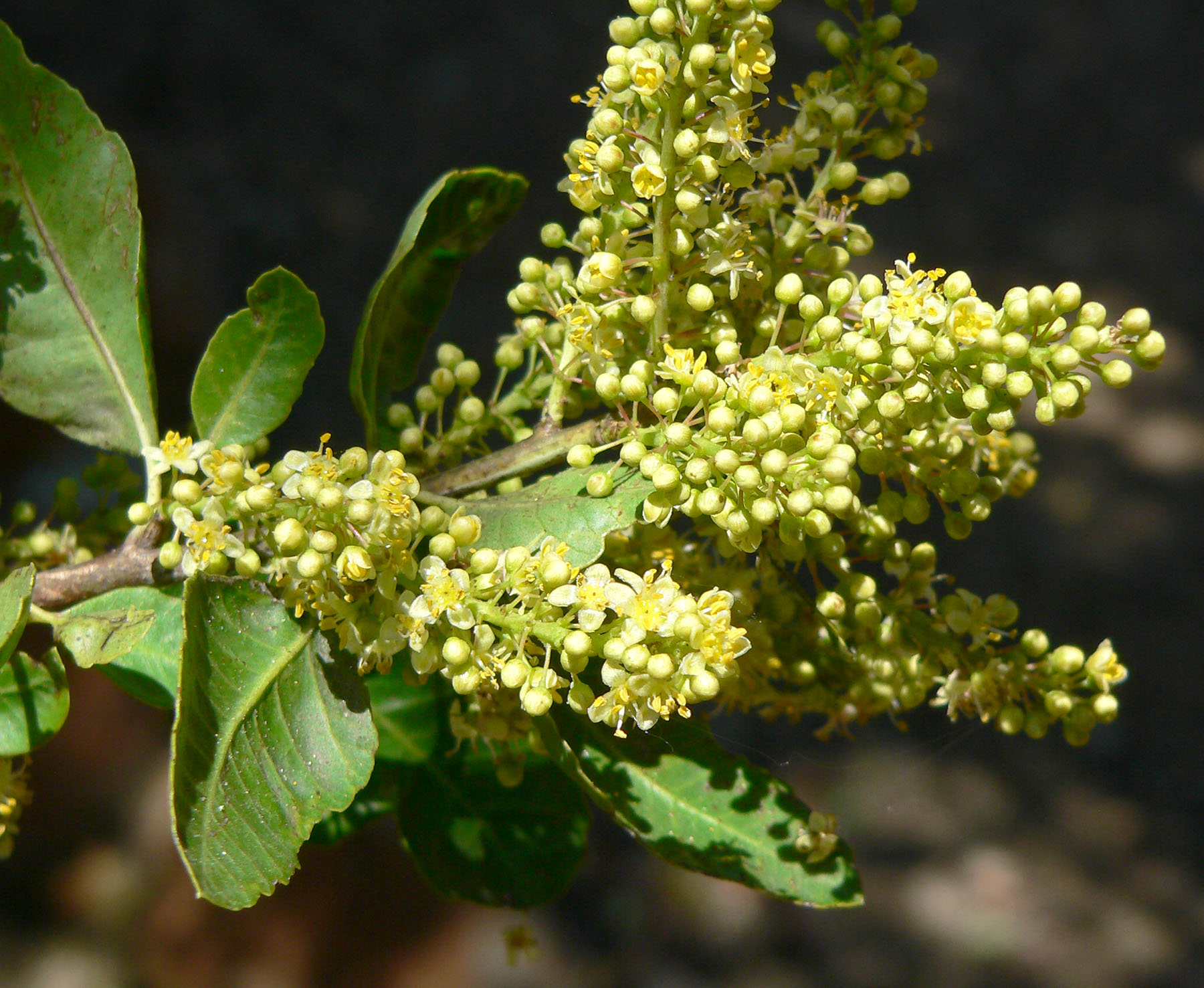
Zábluda Escallonia myrtoides
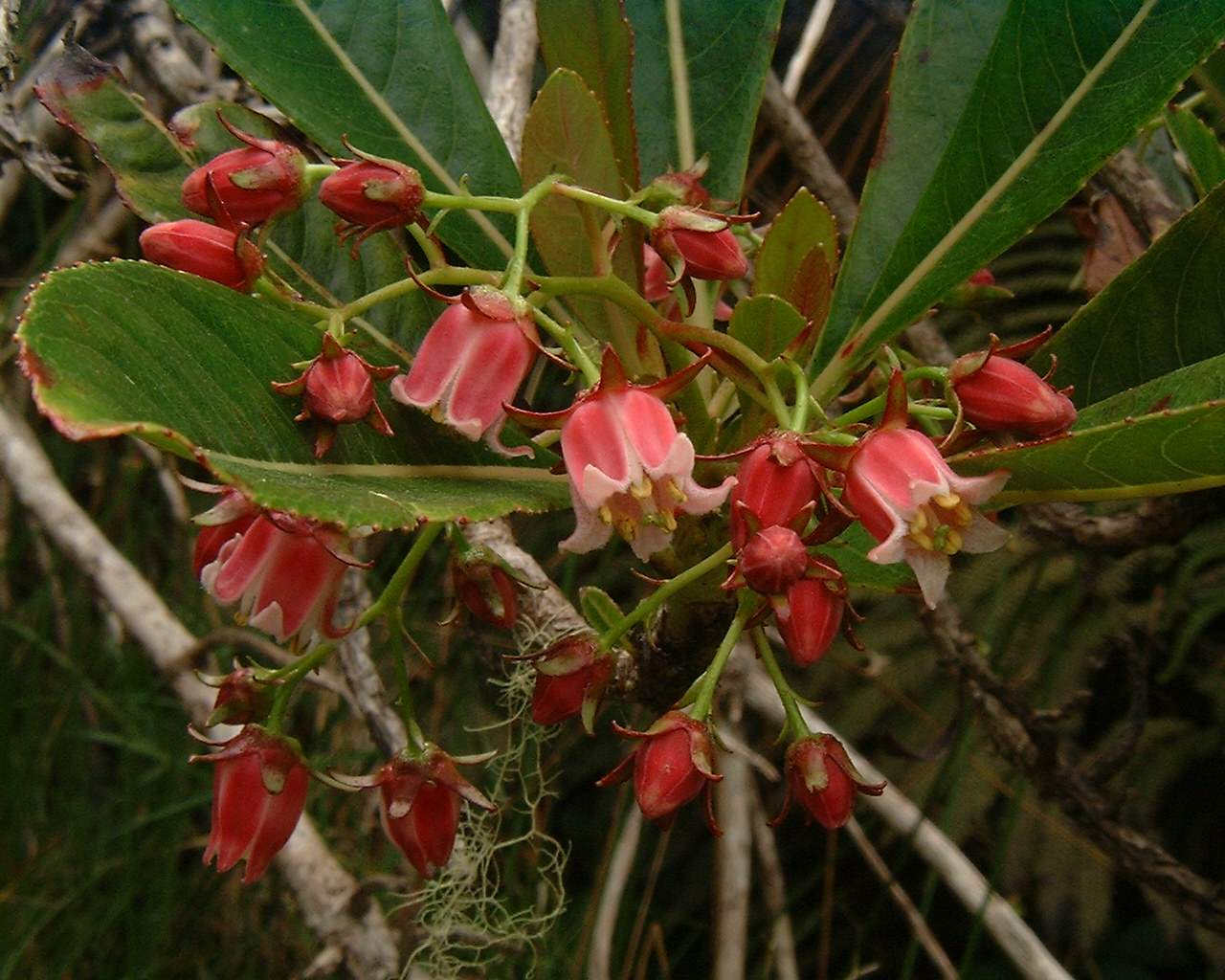
Forgesia racemosa
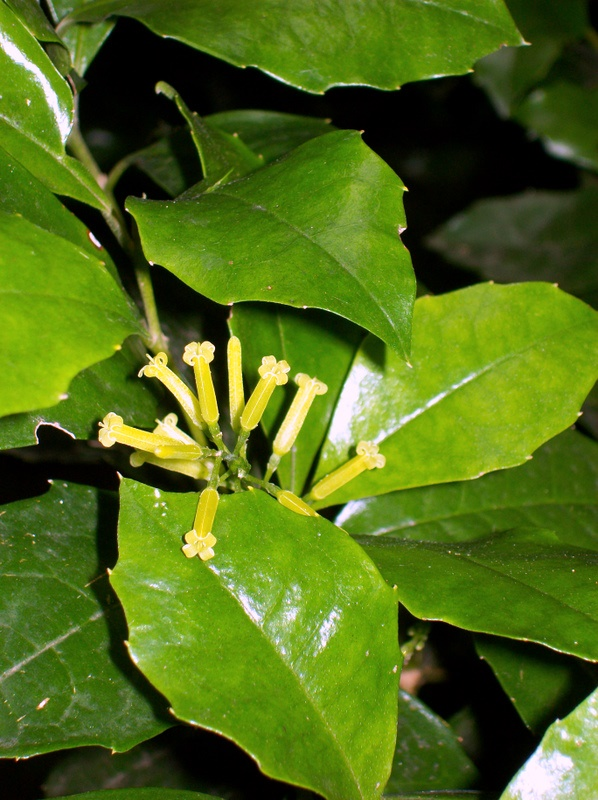
Polyosma cunninghamii

## Rozšíření
Čeleď v současném pojetí zahrnuje 7 rodů a asi 130 druhů. Je rozšířena ve Střední a Jižní Americe, v Asii od východního Himálaje po Austrálii, na Nové Kaledonii, na Tasmánii a na ostrově Réunion. V Americe rostou v horách Střední Ameriky a v Andách od Kolumbie a Venezuely po Chile a Argentinu a v jihovýchodní Brazílii. Největší diverzity zde dosahují v oblastech vysokohorských lesů. V evropské květeně není tato čeleď zastoupena.

## Taxonomie
Dahlgren řadil čeleď Escalloniaceae do řádu dřínotvaré (Cornales), Tachtadžjan do řádu hortenziotvaré (Hydrangeales). V Cronquistově systému není čeleď zastoupena a rody jsou součástí čeledi lomikamenovité (Saxifragaceae) a rybízovité (Grossulariaceae).
Čeleď zábludovité se ukázala být v klasickém pojetí sběrnou čeledí obtížně zařaditelných rodů. Na základě molekulárních výzkumů byly rody Abrophyllum, Carpodetus a Cuttsia přeřazeny do čeledi Rousseaceae, rody Argophyllum a Corokia do čeledi Argyrophyllaceae v rámci řádu hvězdnicotvaré (Asterales) a rod Quintinia do čeledi Paracryphiaceae v samostatném řádu.
Podle systému APG jsou Escalloniaceae součástí skupiny vývojově pokročilejších vyšších dvouděložných rostlin nazývané Asterids II.

## Zástupci
- hostička (Anopterus)
- zábluda (Escallonia)[5]

## Význam
Ze dřeva zábludy Escallonia resinosa je získáváno červené barvivo. Některé druhy a kříženci rodu Escallonia jsou pěstovány jako okrasné rostliny. Několik různých kultivarů je např. ve sbírkách Pražské botanické zahrady v Tróji.

## Přehled rodů
Anopterus, Eremosyne, Escallonia, Forgesia, Polyosma, Tribeles, Valdivia